# Будинок таємниць
«Будинок таємниць» або «Нічний будинок» (англ. The Night House) — психологічний фільм жахів режисера Девіда Брукнера за сценарієм Бена Коллінза та Люка Піотровського. У фільмі Ребекка Голл грає вдову, яка відкриває темну таємницю про будинок, який побудував її нещодавно померлий чоловік-архітектор. У ньому також зіграли Сара Ґолдберґ, Еван Джоніґкейт, Стейсі Мартін і Вонді Кертіс-Голл.
Світова прем’єра фільму відбулася на кінофестивалі «Санденс» 24 січня 2020 року.

## Сюжет
Бет щойно втратила свого чоловіка Овена внаслідок самогубства. Спустошена, вона проводить ночі, випиваючи та перебираючи речі чоловіка. Вона намагається виглядати стабільною та контрольованою, але її подруга Клер та сусід Мел хвилюються за неї. Зловісна передсмертна записка Овена — «Ти мала рацію. Немає нічого. Нічого не переслідує тебе. Тепер ти в безпеці», — спантеличує її. Вона починає страждати від дивних надприродних подій вночі та знаходить дивний перевернутий план їхнього будинку.
Одного разу вночі вона виявляє на його телефоні фотографію жінки, яка на неї схожа, і підозрює, що в Овена був роман. Після ночі з Клер п’яна Бет розповідає, що вона померла на чотири хвилини в автомобільній аварії багато років тому і бачила, що в момент смерті нічого не було. Овен завжди не погоджувався з цим і був близький до того, щоб змінити її думку перед смертю. Бет каже, що коли вона страждала від депресії рік тому, Овен почав ходити уві сні, і вона думала, що передала йому свої негативні емоції. Тієї ночі вона прокидається від надприродної присутності й стає свідком кількох переляканих жінок, які тікають через ліс. Вона знаходить кров на човні, де Овен застрелився, і відчуває невидиму присутність.
Перетинаючи озеро, щоб дослідити дивний набір вогнів, вона виявляє перевернуту копію свого будинку і бачить примарні фігури жінок з Овеном. Вона втрачає свідомість і прокидається у власному будинку. Вона знову шукає перевернутий будинок і знаходить його, хоча цього разу він недобудований і порожній. Вона дістає з нього дивну статуетку і стикається з Мелом, який стверджує, що ніколи не бачив будинку, але одного разу бачив Овена в лісі вночі з жінкою, яка була схожа на Бет. Шукаючи на ноутбуці Овена, вона знаходить більше фотографій жінок, схожих на неї, ідентифікує статуетку з однієї з його книг як окультну ляльку вуду і визначає, що Овен намагався навчитися обдурювати й заманювати в пастку демонічних істот.
Бет знаходить книгарню, де Овен купив книги, і зустрічає Меделін, одну з жінок з фотографій Овена, яка заперечує, що спала з ним. Бет відвідує Клер, яка просить її провести кілька днів подалі від дому. Вона погоджується і йде додому, щоб пакувати речі, де погрожує привиду в будинку. Приходить Меделін і розповідає Бет, як Овен запросив її до зворотного будинку. Коли Овен поцілував її, він спробував її задушити, але вибачився після того, як вона запанікувала і відвіз її додому. П'яна Бет відвідує будинок на зворотному боці, і під дошками підлоги знаходить тіла жінок, яких сфотографував Овен.
Невидима сила пестить Бет, і вона обіймає його, приймаючи це за дух Овена. Дух показує, що це не Овен, і показує видіння нападу Овена та вбивства жінок. Сутність тягне її по дому, показує, що це те, що бачила Бет, коли загинула в автомобільній аварії, і ідентифікує себе як «Нічого». Воно пояснює, що він намагався переконати Овена вбити Бет, щоб повернути її в потойбічне життя, але він чинив опір. Замість цього Овен побудував зворотний будинок і вбив подібних Бет, щоб спробувати обдурити Нічого, але Нічого зрозуміло, у чому справа. Потім це затримує Бет в положенні, як статуетка, яку вона дістала зі зворотного будинку раніше.
Вранці приходить Клер і бачить сліди бійки в будинку. Виявляючи, що пістолет, яким Овен вбив себе, зник, вона кидається на пристань разом з Мелом, де вони знаходять Бет, яка плаває в човні з пістолетом. У вимірі Нічого демон намагається переконати Бет приєднатися до нього, вбивши себе, але Бет вирішує відкласти пістолет і не покінчити життя самогубством. Як тільки вона відсуває пістолет від себе, Бет повертається в реальний світ, де Клер пливе до човна, щоб врятувати її. Вийшовши на берег, Бет бачить обриси демона в човні, і коли Мел каже їй, що там нічого немає, вона відповідає: «Я знаю».

## У ролях
- Ребекка Голл — Бет
- Сара Ґолдберґ — ролі Клер
- Вонді Кертіс-Голл — ролі Мела
- Еван Джоніґкейт — Овен
- Стейсі Мартін — Меделін

## Виробництво
У лютому 2019 року було оголошено, що головну роль у фільмі зіграє Ребекка Голл, режисером якої буде Девід Брукнер за сценарієм Бена Коллінза та Люка Піотровського, а продюсером буде Девід С. Ґоєр. Основні знімання почалися в травні 2019 року в Сірак'юс.